# Ковалівська сільська рада (Миколаївський район)
Ковалі́вська сільська́ ра́да — адміністративно-територіальна одиниця та орган місцевого самоврядування в Миколаївському районі Миколаївської області. Адміністративний центр — село Ковалівка.

## Загальні відомості
- Населення ради: 2 031 осіб (станом на 2001 рік)

## Населені пункти
Сільській раді були підпорядковані населені пункти:
- с. Ковалівка

## Склад ради
Рада складалася з 16 депутатів та голови.
- Голова ради:
- Секретар ради: Кононіченко Надія Зиновіївна

### Керівний склад попередніх скликань
| Прізвище, ім'я, по батькові | Основні відомості                                                 | Дата обрання | Дата звільнення |
| --------------------------- | ----------------------------------------------------------------- | ------------ | --------------- |
| Лисиця Анатолій Васильович  | Сільський голова, 1948 року народження, безпартійний              | 26.03.2006   | 31.10.2010      |
| Дикий Віктор Олександрович  | Сільський голова, 1953 року народження, освіта вища, безпартійний | 31.10.2010   | 05.06.2014      |

Примітка: таблиця складена за даними сайту Верховної Ради України

### Депутати
За результатами місцевих виборів 2010 року депутатами ради стали:

#### За суб'єктами висування
| Суб'єкт висування                 | Кількість обраних депутатів | %    |
| --------------------------------- | --------------------------- | ---- |
| Партія регіонів                   | 13                          | 81,3 |
| Партія «Народна влада»            | 1                           | 6,3  |
| Політична партія «Сильна Україна» | 1                           | 6,3  |
| Самовисування                     | 1                           | 6,3  |

#### За округами
| № округу                          | Прізвище, ім'я, по батькові     | Дата визнання обраним | Освіта             | Партійна приналежність                  | Відомості про обраного депутата                       |
| --------------------------------- | ------------------------------- | --------------------- | ------------------ | --------------------------------------- | ----------------------------------------------------- |
| Партія «Народна влада»            |                                 |                       |                    |                                         |                                                       |
| 8                                 | Мельник Марина Фернандівна      | 04.11.2010            | середня спеціальна | член Партії «Народна влада»             | Ковалівська загальноосвітня школа І-ІІІ ст., вчитель  |
| Партія регіонів                   |                                 |                       |                    |                                         |                                                       |
| 1                                 | Захарова Галина Григорівна      | 04.11.2010            | середня спеціальна | член Партії регіонів                    | тимчасово не працює                                   |
| 2                                 | Дмитренко Олена Володимирівна   | 04.11.2010            | середня            | член Партії регіонів                    | ПП «Дмитренко», підприєм.                             |
| 3                                 | Холод Валерій Миколайович       | 04.11.2010            | вища               | член Партії регіонів                    | ММУВГПБЕД, машиніст гол. н/с.                         |
| 4                                 | Пащенко Юрій Володимирович      | 04.11.2010            | вища               | член Партії регіонів                    | ММУВГПБЕД, нач. н/с                                   |
| 5                                 | Пащенко Ольга Олександрівна     | 04.11.2010            | середня спеціальна | член Партії регіонів                    | Ковалівська с/р, секретар                             |
| 9                                 | Гайдукевич Наталя Володимирівна | 04.11.2010            | середня            | член Партії регіонів                    | ДНЗ «Зернятко», пом. вих                              |
| 10                                | Чорнозуб Олександр Миколайович  | 04.11.2010            | вища               | член Партії регіонів                    | тимчасово не працює                                   |
| 11                                | Миклашевська Оксана Григорівна  | 04.11.2010            | вища               | член Партії регіонів                    | Ковалівська загальноосвітня школа І-ІІІ ст., пед.-орг |
| 12                                | Йосипенко Олена Миколаївна      | 04.11.2010            | середня спеціальна | член Партії регіонів                    | Аптека № 23, провізор                                 |
| 13                                | Раца Оксана Вікторівна          | 04.11.2010            | середня спеціальна | член Партії регіонів                    | ДНЗ «Зернятко», пом. вих                              |
| 14                                | Кононіченко Надія Зиновіївна    | 04.11.2010            | вища               | член Партії регіонів                    | Шостаківська загальноосвітня школа І-ІІІ ст., вчитель |
| 15                                | Савов Андрій Володимирович      | 04.11.2010            | вища               | член Партії регіонів                    | ВАТ ЕК «Миколаївобленерго», інженер                   |
| 16                                | Крамаренко Інна Вікторівна      | 04.11.2010            | середня            | член Партії регіонів                    | Ковалівська с/р, касир-рахів                          |
| Політична партія «Сильна Україна» |                                 |                       |                    |                                         |                                                       |
| 7                                 | Лушева Любов Семенівна          | 04.11.2010            | вища               | член Політичної партії «Сильна Україна» | домогоспод                                            |
| Самовисування                     |                                 |                       |                    |                                         |                                                       |
| 6                                 | Назарова Олена Вікторівна       | 04.11.2010            | вища               | член Партії регіонів                    | Домогоспод.                                           |